# Хрвоє Сеп
Хрвоє Сеп (хорв. Hrvoje Sep, 26 лютого 1986, Вінковці, Вуковарсько-Сремська жупанія, Хорватія) — хорватський професійний боксер, бронзовий призер чемпіонатів Європи. Учасник команд «Paris United» (Франція), а потім «Astana Arlans» (Казахстан) у напівпрофесійній лізі WSE.

## Любительська кар'єра
Сеп був шестиразовим чемпіоном Хорватії.
На чемпіонаті світу 2009 програв у другому бою.
На чемпіонаті Європи 2010 програв у першому бою.
На чемпіонаті Європи 2011 завоював бронзову медаль.
- В 1/16 фіналу переміг Інокенсіо Каєфа (Іспанія) — RSC 3
- В 1/8 фіналу переміг Тадаса Тамашаускаса (Литва) — 21-11
- У чвертьфіналі переміг Абделькадера Буенья (Франція) — 21-15
- У півфіналі програв Микиті Іванову (Росія) — 20-32

На чемпіонатах світу 2011 та 2013 програв у першому бою.
На чемпіонаті Європи 2013 програв у другому бою.
На чемпіонаті Європи 2015 завоював бронзову медаль.
- В 1/8 фіналу переміг Алехандро Камачо (Іспанія) — 3-0
- У чвертьфіналі переміг Радослава Пантелеєва (Болгарія) — 2-1
- У півфіналі програв Джо Ворду (Ірландія) — 0-3

На чемпіонаті світу 2015 переміг двох суперників, а потім у чвертьфіналі програв Хуліо Сезар Ла Крузу (Куба).
На Олімпійських іграх 2016 програв у другому бою.

## Професіональна кар'єра
Після Олімпійських ігор 2016 Хрвоє Сеп перейшов до професійного боксу і провів тринадцять поєдинків, у дванадцяти з яких переміг.